# Storm of the Century
Storm of the Century is een Amerikaanse horror-miniserie uit 1999, geregisseerd door Craig R. Baxley en is geschreven door Stephen King.
Het is winter, er is storm op komst. Er wordt beweerd dat het de zwaarste storm van de eeuw zal worden. De inwoners van Little Tall Island voor de kust van Maine wachten in spanning af. Vlak voor de storm begint, komt een vreemde man op het eiland. Hij heeft een oude vrouw vermoord en weet alles van de inwoners van het eiland. Ondertussen komen er steeds meer mensen om het leven. Steeds als er een moord is gepleegd, staat er een boodschap "Geef me wat ik wil en ik ga weg". Ondertussen heeft de storm het eiland bereikt en breekt er paniek uit, en dat komt niet alleen door de storm.

## Rolverdeling
| Acteur                | Personage                        |
| --------------------- | -------------------------------- |
| Tim Daly              | Mike Anderson                    |
| Debrah Farentino      | Molly Anderson                   |
| Dyllan Christopher    | Ralph Emerick 'Ralphie' Anderson |
| Colm Feore            | Andre Linoge                     |
| Casey Siemaszko       | Alton 'Hatch' Hatcher            |
| Soo Garay             | Melinda Hatcher                  |
| Skye McCole Bartusiak | Pippa Hatcher                    |
| Jeffrey DeMunn        | Robbie Beals                     |
| Julianne Nicholson    | Cat Withers                      |
| Becky Ann Baker       | Ursula Godsoe                    |
| Nancy Beatty          | Octavia Godsoe                   |
| Ron Perkins           | Peter Godsoe                     |
| Cayda Rubin           | Sally Godsoe                     |
| Spencer Breslin       | Donny Beals                      |
| Nada Despotovich      | Sandra Beals                     |
| Myra Carter           | Cora Stanhope                    |
| Kathleen Chalfant     | Joanna Stanhope                  |
| Jeremy Jordan         | Billy Soames                     |
| Steve Rankin          | Jack Carver                      |
| Torri Higginson       | Angela Carver                    |
| Stephen Joffe         | Buster Carver                    |
| Adam Zolotin          | Davey Hopewell                   |
| Gaylyn Britton        | Mary Hopewell                    |
| Adam LeFevre          | Ferd Andrews                     |
| Denis Forest          | Kirk Freeman                     |
| Peter MacNeill        | Sonny Brautigan                  |
| Beth Dixon            | Tess Merchant                    |
| Christopher Marren    | Henry Bright                     |
| Tyler Bannerman       | Frank Bright                     |
| Leif Anderson         | Johnny Harriman                  |
| Marcia Laskowski      | Linda St. Pierre                 |
| Harley English-Dixon  | Heidi St. Pierre                 |
| John Innes            | bisschop Riggins                 |
| Jack Jessop           | George Kirby                     |
| Rita Tuckett          | Martha Clarendon                 |
| Richard Blackburn     | Andy Robichaux                   |
| Sam Morton            | Harry Robichaux                  |
| David Ferry           | Lloyd Wishman                    |
| Kristin Baxley        | Annie Huston                     |